# Закритий затвор
Закритий затвор є складовою частиною автоматики напів- та повністю автоматичної зброї, завдяки якому при готовності до ведення вогню, набій знаходиться у каморі, а затвор і його робочі частини знаходяться у передньому положенні. При натисканні на спусковий гачок ударник завдає удару по капсулю, дія повторюється енергією пострілу, яка відкидає затвор назад і викидає порожню гільзу, затвор рухаючись вперед підхоплює новий набій з магазина і досилає його у камору, зброя готова до наступного пострілу.
Під час Першої світової війни були спроби встановити кулемети на літаки, так кулемет Льюїса не зміг працювати з синхронізатором для ведення вогню через пропелер, через те, що стріляв з відкритого затвора. Кулемети системи Максима використовували як країни Антанти,  кулемет Вікерса, так і Центральні держави, з прямокутним приймачем у lMG 08 та полегшеним приймачем у LMG 08/15 Spandau gun, та Parabellum LMG 14 gun, усі використовували цикл стрільби із закритого затвора, і через те, що цикл стрільби розпочинався з набою, їх було легше синхронізувати з пропелером.

## Порівняння з відкритим затвором

### Переваги
- Більш точний перший постріл і напівавтоматичний вогонь:
  - Нема руху важких частин який впливає на точний постріл.
  - Набій знаходиться у каморі.
  - Закрити затвор не дає бруду потрапляти у середину зброї.
  - Зменшення затримки коли стрілець натискає на спусковий гачок і відбувається постріл.
- Затвор може бути замкнутий перед пострілом, якщо використовується глушник, для зменшення рівня шуму роботи автоматики.
- Можна носити додатковий набій у стволі, збільшуючи тим кількість набоїв.

### Недоліки
- Складне і дороге виробництво.
- Велике розсіювання тепла через закриту камору. (Збільшення ризику передчасного пострілу)
- Набій у каморі може становити загрозу, навіть з відімкнутим магазином зброя може вистрілити.

## Зброя, яка стріляє із закритого затвора
- Heckler & Koch MP5
- Heckler & Koch UMP
- Heckler & Koch G3
- Heckler & Koch G36
- M2 Browning
- MG 17
- MG 131
- Vickers
- M16 Rifle
- Автомати сімейства АК
- Steyr AUG
- FN F2000
- Mendoza HM-3
- Spectre M4

## Змішані моделі
- FG 42
- FN SCAR — Heat Adaptive Modular Rifle
- LWRC Infantry Automatic Rifle — M6A4
- M1941 Johnson machine gun